# Hermann Meyer (Maler)

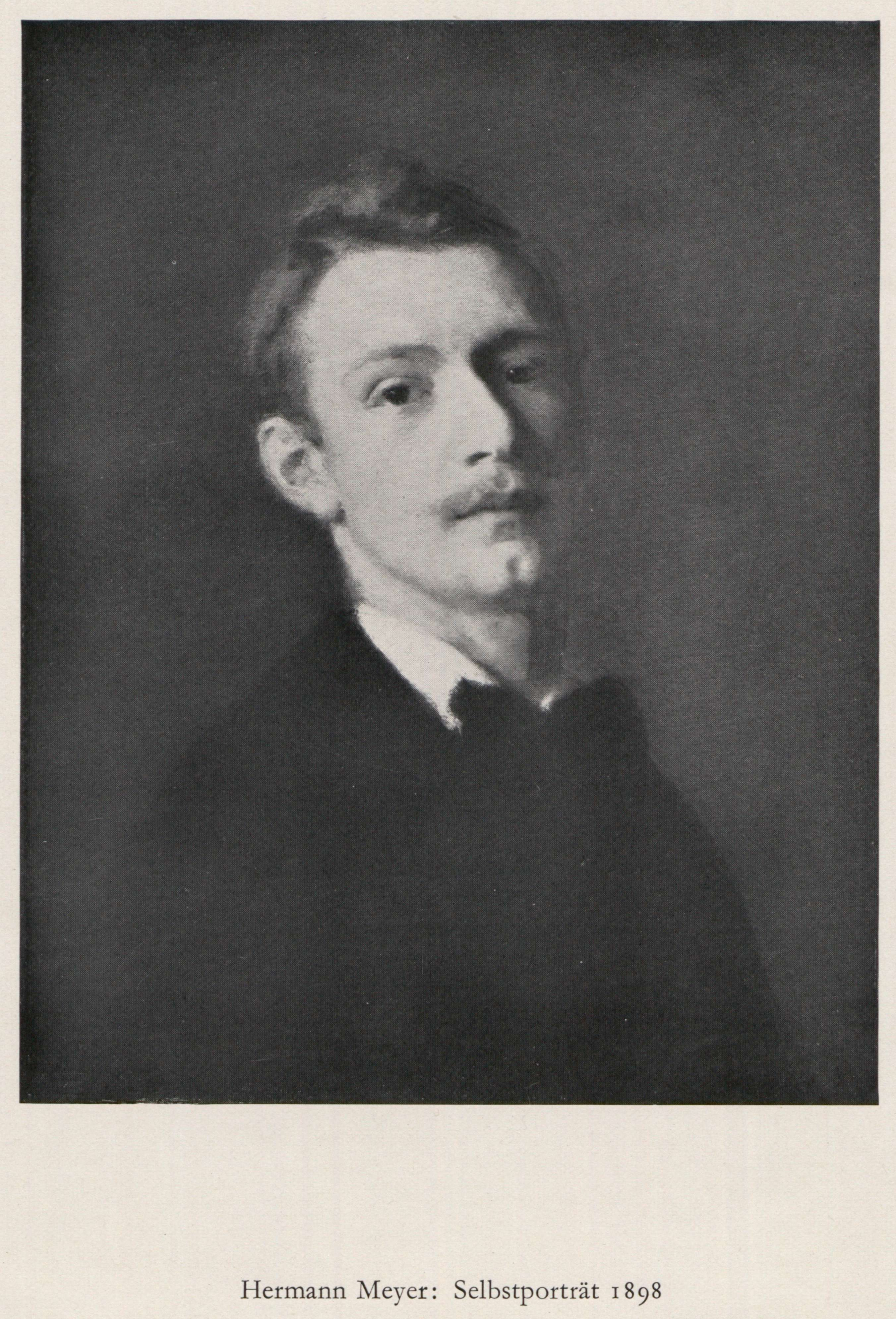
Hermann Meyer (etwa 1898)

Hermann Meyer (* 4. Januar 1878 in Basel; † 13. Juni 1961 ebenda) war ein Schweizer Maler, Glasmaler, Zeichner, Kunstkritiker und Kunstpädagoge.

## Leben und Werk
Hermann Meyer war der älteste Sohn des Albert Meyer und wuchs mit fünf Geschwistern in Basel auf. Sein Vater war Geschäftsführer des Restaurants «Jörin» im  Basler Centralbahnhof. Meyers Mutter war Rosina, geborene Genhardt, die nach dem frühen Tod ihres Mannes 1892 selbstständig das Restaurant am oberen Spalenberg führte.
Meyer besuchte von 1894 bis 1897 die Allgemeine Gewerbeschule und wurde dort u. a. von Fritz Schider unterrichtet. Von 1897 bis 1898 besuchte er die École des Beaux-Arts in Genf und anschliessend die Académie Julian in Paris.
Nach seiner Rückkehr nach Basel 1899 schuf Meyer Landschaftsbilder und Porträts sowie freie Kompositionen. Er freundete sich mit Carl Burckhardt, Paul Burckhardt, Heinrich Altherr und Paul Altherr an. Zusammen mit Paul Altherr gründete Meyer 1907 eine Malschule. Ihre Schüler waren u. a. August Suter, Otto Roos, Karl Theophil Dick, Emil Lüthy, Karl Pflüger, Adolf Kron sowie angehende Künstlerinnen.
Meyer schuf 1907 für die evangelisch-reformierte Kirche in Degersheim das Kanzelgemälde (Matth. 11, 28). Dieses befindet sich heute im Degersheimer Kirchenarchiv. Zudem schuf er die Kartons zu den Glasfenstern die von Hans Drenckhahn ausgeführt wurden.
1912 und 1939 zeigte Meyer in umfassenden Ausstellungen seine Entwürfe für Kirchenmalerei und Wandbilder in der Kunsthalle Basel. Zudem nahm er bis 1960 regelmässig an den Weihnachtsausstellungen der Basler Künstler teil. Ab 1920 unterrichtete Meyer Landschaftszeichnen an der Gewerbeschule Basel. Seine Studienreisen führten ihn in das Tessin, nach Südfrankreich, Italien, Jugoslawien und Ägypten.
Meyer galt als hervorragender Porträtist. Die Gemälde befinden sich zum Teil in Privatbesitz und in der Sammlung des Basler Kunstvereins. Seine Werke wurden in zahlreichen Kunsthäusern der Schweiz ausgestellt. Meyer war während vieler Jahren Mitglied der Kunstkommission des Basler Kunstvereins. Später war er auch als Berater für das Kunstmuseum Basel tätig. Zudem schrieb er für Basler Zeitungen Kunstkritiken.
Meyer gilt in Basel als Entdecker der malerischen Schönheit des Birstales, die er in unzähligen Zeichnungen und Gemälden festhielt. Er war mit der Künstlerin Hedwig Thoma verheiratet. Sie war die Tochter des Malzfabrikanten und Bierbrauers Friedrich Hermann Thoma-Schill und Nichte von Emil Schill. Das Ehepaar war u. a. mit Maria La Roche,  Louise Weitnauer und mit Esther Mengold (1877–1954), der Frau von Paul Altherr, befreundet.